# Torymus curvatulus
Torymus curvatulus är en stekelart som beskrevs av Graham och Gijswijt 1998. Torymus curvatulus ingår i släktet Torymus och familjen gallglanssteklar.
Artens utbredningsområde är Nederländerna. Inga underarter finns listade i Catalogue of Life.